# CART World Series 1992
CART World Series 1992 kördes över 16 omgångar. Graham Rahal tog här sin sista förartitel, vilket skedde under hans första säsong som stallägare. Det var även den senaste mästerskapsvinsten för Team Rahal.

## Delsegare
| Datum        | Bana             | Vinnare            | Team                 | Rapport |
| ------------ | ---------------- | ------------------ | -------------------- | ------- |
| 22 mars      | Surfers Paradise | Emerson Fittipaldi | Marlboro Team Penske | *       |
| 5 april      | Phoenix          | Bobby Rahal        | Rahal-Hogan Racing   | *       |
| 12 april     | Long Beach       | Danny Sullivan     | Galles-Kraco Racing  | *       |
| 24 maj       | Indianapolis 500 | Al Unser Jr.       | Galles-Kraco Racing  | *       |
| 7 juni       | Detroit          | Bobby Rahal        | Rahal-Hogan Racing   | *       |
| 21 juni      | Portland         | Michael Andretti   | Newman/Haas Racing   | *       |
| 28 juni      | Milwaukee        | Michael Andretti   | Newman/Haas Racing   | *       |
| 5 juli       | New Hampshire    | Bobby Rahal        | Rahal-Hogan Racing   | *       |
| 19 juli      | Toronto          | Michael Andretti   | Newman/Haas Racing   | *       |
| 2 augusti    | Michigan 500     | Scott Goodyear     | Walker Racing        | *       |
| 9 augusti    | Cleveland        | Emerson Fittipaldi | Marlboro Team Penske | *       |
| 23 augusti   | Road America     | Emerson Fittipaldi | Marlboro Team Penske | *       |
| 30 augusti   | Vancouver        | Michael Andretti   | Newman/Haas Racing   | *       |
| 13 september | Mid-Ohio         | Emerson Fittipaldi | Marlboro Team Penske | *       |
| 4 oktober    | Nazareth         | Bobby Rahal        | Rahal-Hogan Racing   | *       |
| 18 oktober   | Laguna Seca      | Michael Andretti   | Newman/Haas Racing   | *       |

### Surfers Paradise
| Plats | Förare             | Team                 |
| ----- | ------------------ | -------------------- |
| 1     | Emerson Fittipaldi | Marlboro Team Penske |
| 2     | Rick Mears         | Marlboro Team Penske |
| 3     | Bobby Rahal        | Rahal-Hogan Racing   |
| 4     | Al Unser Jr.       | Galles-Kraco Racing  |
| 5     | Danny Sullivan     | Galles-Kraco Racing  |
| 6     | John Andretti      | Racing Team VDS      |
| 7     | Mario Andretti     | Newman/Haas Racing   |
| 8     | Eddie Cheever      | Chip Ganassi Racing  |
| 9     | Scott Goodyear     | Walker Racing        |
| 10    | Ted Prappas        | P.I.G. Racing        |

### Phoenix
| Plats | Förare             | Team                 |
| ----- | ------------------ | -------------------- |
| 1     | Bobby Rahal        | Rahal-Hogan Racing   |
| 2     | Eddie Cheever      | Chip Ganassi Racing  |
| 3     | Emerson Fittipaldi | Marlboro Team Penske |
| 4     | Paul Tracy         | Marlboro Team Penske |
| 5     | Al Unser Jr.       | Galles-Kraco Racing  |
| 6     | John Andretti      | Racing Team VDS      |
| 7     | Scott Pruett       | Truesports           |
| 8     | Rick Mears         | Marlboro Team Penske |
| 9     | Scott Brayton      | Dick Simon Racing    |
| 10    | Michael Andretti   | Newman/Haas Racing   |

### Long Beach
| Plats | Förare             | Team                 |
| ----- | ------------------ | -------------------- |
| 1     | Danny Sullivan     | Galles-Kraco Racing  |
| 2     | Bobby Rahal        | Rahal-Hogan Racing   |
| 3     | Emerson Fittipaldi | Marlboro Team Penske |
| 4     | Al Unser Jr.       | Galles-Kraco Racing  |
| 5     | Scott Goodyear     | Walker Racing        |
| 6     | Rick Mears         | Marlboro Team Penske |
| 7     | Jimmy Vasser       | Hayhoe-Cole Racing   |
| 8     | Eric Bachelart     | Dale Coyne Racing    |
| 9     | Scott Pruett       | Truesports           |
| 10    | Hiro Matsushita    | Dick Simon Racing    |

### Indianapolis 500
| Plats | Förare         | Team                  |
| ----- | -------------- | --------------------- |
| 1     | Al Unser Jr.   | Galles-Kraco Racing   |
| 2     | Scott Goodyear | Walker Racing         |
| 3     | Al Unser       | Team Menard           |
| 4     | Eddie Cheever  | Chip Ganassi Racing   |
| 5     | Danny Sullivan | Galles-Kraco Racing   |
| 6     | Bobby Rahal    | Rahal-Hogan Racing    |
| 7     | Raul Boesel    | Dick Simon Racing     |
| 8     | John Andretti  | Racing Team VDS       |
| 9     | A.J. Foyt      | A.J. Foyt Enterprises |
| 10    | John Paul Jr.  | D.B. Mann Motorsports |

### Detroit
| Plats | Förare             | Team                     |
| ----- | ------------------ | ------------------------ |
| 1     | Bobby Rahal        | Rahal-Hogan Racing       |
| 2     | Raul Boesel        | Dick Simon Racing        |
| 3     | Stefan Johansson   | Bettenhausen Motorsports |
| 4     | Michael Andretti   | Newman/Haas Racing       |
| 5     | Danny Sullivan     | Galles-Kraco Racing      |
| 6     | Teo Fabi           | Newman/Haas Racing       |
| 7     | Eric Bachelart     | Dale Coyne Racing        |
| 8     | Emerson Fittipaldi | Marlboro Team Penske     |
| 9     | Al Unser Jr.       | Galles-Kraco Racing      |
| 10    | Brian Bonner       | A.J. Foyt Enterprises    |

### Portland
| Plats | Förare             | Team                 |
| ----- | ------------------ | -------------------- |
| 1     | Michael Andretti   | Newman/Haas Racing   |
| 2     | Emerson Fittipaldi | Marlboro Team Penske |
| 3     | Al Unser Jr.       | Galles-Kraco Racing  |
| 4     | Eddie Cheever      | Chip Ganassi Racing  |
| 5     | John Andretti      | Racing Team VDS      |
| 6     | Mario Andretti     | Newman/Haas Racing   |
| 7     | Rick Mears         | Marlboro Team Penske |
| 8     | Scott Goodyear     | Walker Racing        |
| 9     | Raul Boesel        | Dick Simon Racing    |
| 10    | Scott Pruett       | Truesports           |

### Milwaukee
| Plats | Förare             | Team                 |
| ----- | ------------------ | -------------------- |
| 1     | Michael Andretti   | Newman/Haas Racing   |
| 2     | Bobby Rahal        | Rahal-Hogan Racing   |
| 3     | Scott Brayton      | Dick Simon Racing    |
| 4     | Emerson Fittipaldi | Marlboro Team Penske |
| 5     | Eddie Cheever      | Chip Ganassi Racing  |
| 6     | Mario Andretti     | Newman/Haas Racing   |
| 7     | Al Unser Jr.       | Galles-Kraco Racing  |
| 8     | Scott Goodyear     | Walker Racing        |
| 9     | John Andretti      | Racing Team VDS      |
| 10    | Raul Boesel        | Dick Simon Racing    |

### New Hampshire
| Plats | Förare           | Team                     |
| ----- | ---------------- | ------------------------ |
| 1     | Bobby Rahal      | Rahal-Hogan Racing       |
| 2     | Michael Andretti | Newman/Haas Racing       |
| 3     | Scott Goodyear   | Walker Racing            |
| 4     | Rick Mears       | Marlboro Team Penske     |
| 5     | John Andretti    | Racing Team VDS          |
| 6     | Scott Pruett     | Truesports               |
| 7     | Mario Andretti   | Newman/Haas Racing       |
| 8     | Al Unser Jr.     | Galles-Kraco Racing      |
| 9     | Danny Sullivan   | Galles-Kraco Racing      |
| 10    | Stefan Johansson | Bettenhausen Motorsports |

### Toronto
| Plats | Förare           | Team                |
| ----- | ---------------- | ------------------- |
| 1     | Michael Andretti | Newman/Haas Racing  |
| 2     | Bobby Rahal      | Rahal-Hogan Racing  |
| 3     | Danny Sullivan   | Galles-Kraco Racing |
| 4     | Mario Andretti   | Newman/Haas Racing  |
| 5     | John Andretti    | Racing Team VDS     |
| 6     | Scott Goodyear   | Walker Racing       |
| 7     | Al Unser Jr.     | Galles-Kraco Racing |
| 8     | Robby Gordon     | Chip Ganassi Racing |
| 9     | Eddie Cheever    | Chip Ganassi Racing |
| 10    | Brian Till       | Robco Racing        |

### Michigan 500
| Plats | Förare                | Team                     |
| ----- | --------------------- | ------------------------ |
| 1     | Scott Goodyear        | Walker Racing            |
| 2     | Paul Tracy            | Marlboro Team Penske     |
| 3     | Raul Boesel           | Dick Simon Racing        |
| 4     | Al Unser Jr.          | Galles-Kraco Racing      |
| 5     | Scott Pruett          | Truesports               |
| 6     | John Andretti         | Racing Team VDS          |
| 7     | Buddy Lazier          | Leader Cards Racing      |
| 8     | Danny Sullivan        | Galles-Kraco Racing      |
| 9     | Tony Bettenhausen Jr. | Bettenhausen Motorsports |
| 10    | Scott Brayton         | Dick Simon Racing        |

### Cleveland
| Plats | Förare             | Team                     |
| ----- | ------------------ | ------------------------ |
| 1     | Emerson Fittipaldi | Marlboro Team Penske     |
| 2     | Michael Andretti   | Newman/Haas Racing       |
| 3     | Al Unser Jr.       | Galles-Kraco Racing      |
| 4     | Bobby Rahal        | Rahal-Hogan Racing       |
| 5     | Mario Andretti     | Newman/Haas Racing       |
| 6     | Raul Boesel        | Dick Simon Racing        |
| 7     | Scott Pruett       | Truesports               |
| 8     | Robby Gordon       | Chip Ganassi Racing      |
| 9     | Stefan Johansson   | Bettenhausen Motorsports |
| 10    | Scott Goodyear     | Budweiser King Racing    |

### Road America
| Plats | Förare             | Team                 |
| ----- | ------------------ | -------------------- |
| 1     | Emerson Fittipaldi | Marlboro Team Penske |
| 2     | Al Unser Jr.       | Galles-Kraco Racing  |
| 3     | Bobby Rahal        | Rahal-Hogan Racing   |
| 4     | Michael Andretti   | Newman/Haas Racing   |
| 5     | Mario Andretti     | Newman/Haas Racing   |
| 6     | John Andretti      | Racing Team VDS      |
| 7     | Danny Sullivan     | Galles-Kraco Racing  |
| 8     | Raul Boesel        | Dick Simon Racing    |
| 9     | Scott Pruett       | Truesports           |
| 10    | Ted Prappas        | P.I.G. Racing        |

### Vancouver
| Plats | Förare           | Team                     |
| ----- | ---------------- | ------------------------ |
| 1     | Michael Andretti | Newman/Haas Racing       |
| 2     | Al Unser Jr.     | Galles-Kraco Racing      |
| 3     | Stefan Johansson | Bettenhausen Motorsports |
| 4     | Scott Pruett     | Truesports               |
| 5     | Scott Goodyear   | Walker Racing            |
| 6     | Mario Andretti   | Newman/Haas Racing       |
| 7     | Danny Sullivan   | Galles-Kraco Racing      |
| 8     | Scott Brayton    | Dick Simon Racing        |
| 9     | Ted Prappas      | P.I.G. Racing            |
| 10    | Buddy Lazier     | Leader Cards Racing      |

### Mid-Ohio
| Plats | Förare             | Team                     |
| ----- | ------------------ | ------------------------ |
| 1     | Emerson Fittipaldi | Marlboro Team Penske     |
| 2     | Paul Tracy         | Marlboro Team Penske     |
| 3     | Al Unser Jr.       | Galles-Kraco Racing      |
| 4     | John Andretti      | Racing Team VDS          |
| 5     | Mario Andretti     | Newman/Haas Racing       |
| 6     | Stefan Johansson   | Bettenhausen Motorsports |
| 7     | Raul Boesel        | Dick Simon Racing        |
| 8     | Danny Sullivan     | Galles-Kraco Racing      |
| 9     | Scott Pruett       | Truesports Co.           |
| 10    | Scott Brayton      | Dick Simon Racing        |

### Nazareth
| Plats | Förare             | Team                 |
| ----- | ------------------ | -------------------- |
| 1     | Bobby Rahal        | Rahal-Hogan Racing   |
| 2     | Michael Andretti   | Newman/Haas Racing   |
| 3     | Paul Tracy         | Marlboro Team Penske |
| 4     | Scott Goodyear     | Walker Racing        |
| 5     | Mario Andretti     | Newman/Haas Racing   |
| 6     | Raul Boesel        | Dick Simon Racing    |
| 7     | Emerson Fittipaldi | Marlboro Team Penske |
| 8     | Scott Brayton      | Dick Simon Racing    |
| 9     | Eddie Cheever      | Chip Ganassi Racing  |
| 10    | Scott Pruett       | Truesports           |

### Laguna Seca
| Plats | Förare           | Team                  |
| ----- | ---------------- | --------------------- |
| 1     | Michael Andretti | Newman/Haas Racing    |
| 2     | Mario Andretti   | Newman/Haas Racing    |
| 3     | Bobby Rahal      | Rahal-Hogan Racing    |
| 4     | Eddie Cheever    | Chip Ganassi Racing   |
| 5     | John Andretti    | Racing Team VDS       |
| 6     | Raul Boesel      | Dick Simon Racing     |
| 7     | Danny Sullivan   | Galles-Kraco Racing   |
| 8     | Mike Groff       | A.J. Foyt Enterprises |
| 9     | Al Unser Jr.     | Galles-Kraco Racing   |
| 10    | Scott Brayton    | Dick Simon Racing     |

## Slutställning
| Plats | Förare             | Team                             | Poäng |
| ----- | ------------------ | -------------------------------- | ----- |
| 1     | Bobby Rahal        | Rahal-Hogan Racing               | 196   |
| 2     | Michael Andretti   | Newman/Haas Racing               | 192   |
| 3     | Al Unser Jr.       | Galles-Kraco Racing              | 169   |
| 4     | Emerson Fittipaldi | Marlboro Team Penske             | 151   |
| 5     | Scott Goodyear     | Budweiser King Racing            | 108   |
| 6     | Mario Andretti     | Newman/Haas Racing               | 105   |
| 7     | Danny Sullivan     | Galles-Kraco Racing              | 99    |
| 8     | John Andretti      | Racing Team VDS                  | 94    |
| 9     | Eddie Cheever      | Chip Ganassi Racing              | 80    |
| 10    | Raul Boesel        | Dick Simon Racing                | 80    |
| 11    | Scott Pruett       | Truesports                       | 62    |
| 12    | Paul Tracy         | Marlboro Team Penske             | 59    |
| 13    | Rick Mears         | Marlboro Team Penske             | 47    |
| 14    | Stefan Johansson   | Bettenhausen Motorsports         | 47    |
| 15    | Scott Brayton      | Dick Simon Racing                | 39    |
| 16    | Al Unser           | Team Menard Marlboro Team Penske | 15    |
| 17    | Ted Prappas        | P.I.G. Racing                    | 12    |
| 18    | Eric Bachelart     | Dale Coyne Racing                | 11    |
| 19    | Buddy Lazier       | Leader Cards Racing              | 10    |
| 20    | Robby Gordon       | Chip Ganassi Racing              | 10    |
| 21    | Teo Fabi           | Newman/Haas Racing               | 8     |
| 22    | Jimmy Vasser       | Hayhoe-Cole Racing               | 8     |